# Pseudofumaria alba
Espèce
Classification APG III (2009)
Pseudofumaria alba, encore appelée corydale jaunâtre ou corydale crème, est une espèce de plantes à fleurs de la famille des Fumariaceae selon la classification classique, ou de celle des Papaveraceae selon la classification phylogénétique (APGIII).
Synonymes
- Fumaria alba Mill.
- Corydalis ochroleuca W.D.J Koch

## Habitat, aire de répartition
On la rencontre en Albanie, dans les pays de l'ex-Yougoslavie, en Grèce et en Italie.